# Christian Tuxen
 Der er flere personer med dette navn, se Christian Tuxen (flertydig).
Christian Frederik August Tuxen (født 12. oktober 1797 i København, død 27. november 1850 sammesteds) var en dansk major. Ved folketingsvalget 1849 stillede han op i Københavns 8. kreds, men tabte valget til P.F. Lunde. Han blev valgt til Folketinget ved et suppleringsvalg i Holbæk Amts 4. kreds (Kalundborgkredsen) som blev holdt efter folketingsmedlem Povel Povelsens død. Tuxen indtrådte i Folketinget 28. maj 1850, men døde 27. november samme år. Christian Tuxen var far til den senere krigsminister C.F.F.E. Tuxen.